# Pretty Dirty Secrets
Pretty Dirty Secrets è una webserie statunitense, spin-off dello show televisivo Pretty Little Liars. La serie è ambientata nel negozio a tema Halloween di Rosewood dato che i residenti della città si stanno preparando per questa festività.
| Pretty Dirty Secrets | Pretty Dirty Secrets                                                                                |
| -------------------- | --------------------------------------------------------------------------------------------------- |
| Genere               | Mistero                                                                                             |
| Creato da            | I. Marlene King                                                                                     |
| Scritto da           | Kyle Bown & Kim Turrisi                                                                             |
| Diretto da           | Arthur Anderson                                                                                     |
| Starring             | - Aeriél Miranda - Brant Daugherty - Yani Gellman - Vanessa Ray - Brendan Robinson - Drew Van Acker |
| Paese d'Origine      | Stati Uniti                                                                                         |
| Lingua originale     | Inglese                                                                                             |
| No. di stagioni      | 1                                                                                                   |
| No. di episodi       | 8                                                                                                   |
| Produzione           | |
| Tempo di esecuzione  | 2–3 minuti                                                                                          |
| Rilascio             | |
| Rete originale       | ABCFamily.com                                                                                       |
| Rilascio originale   | 28 Agosto – 16 Ottobre 2012                                                                         |
| Cronologia           | |
| Programmi correlati  | Pretty Little Liars                                                                                 |
| Link Esterni         | |
| Sito web             | |

## Produzione
La web serie è stata scritta da Kyle Bown e Kim Turrisi e diretta da Arthur Anderson. Kyle Bown, l'assistente dello Showrunner di Pretty Little Liars I. Marlene King, e Kim Turrisi, che non fa parte dello staff di scrittura, vennero assunti per scrivere la webserie dalla ABC Family, tuttavia anche la crew di Pretty Little Liars partecipò alla realizzazione della webserie. La webserie introdusse Aeriél Miranda come Shana.
Un nuovo episodio venne distribuito ogni giovedì sul sito della ABC Family dal 28 Agosto 2012, dopo il finale estivo della terza stagione, come un modo per far alzare il numero di spettatori fino allo speciale di Halloween. L'ottavo ed ultimo episodio fu distribuito il 16 ottobre 2012.

## Cast e personaggi
Membri del cast di Pretty Little Liars che appaiono nella webserie:
- Aeriél Miranda come Shana Fring (5 episodi)
- Yani Gellman come Garrett Reynolds (3 episodi)
- Brant Daugherty come Noel Kahn (2 episodi)
- Vanessa Ray come CeCe Drake
- Brendan Robinson come Lucas Gottesman (2 episodi)
- Drew Van Acker come Jason DiLaurentis (2 episodi)

## Episodi
| N° | Titolo           | Diretto da      | Scritto da              | Data d'uscita     |
| --- | ---------------- | --------------- | ----------------------- | ----------------- |
| 1 | "A reservAtion"  | Arthur Anderson | Kyle Bown & Kim Turrisi | 28 Agosto 2012    |
| 'A' lascia un messaggio alla segreteria telefonica del Rosewood Halloween Spectacular Store a proposito della loro prenotazione. Starring: Jennifer Cain (Messaggio Vocale) |                  |                 |                         |                   |
| 2 | "A Reunion"      | Arthur Anderson | Kyle Bown & Kim Turrisi | 4 Settembre 2012  |
| CeCe e Jason hanno una discussione riguardo Alison al Rosewood Halloween Spectacular Store mentre Shana ascolta la loro conversazione. Starring: Drew Van Acker (Jason DiLaurentis), Vanessa Ray (CeCe Drake), Aeriel Miranda (Shana Fring) |                  |                 |                         |                   |
| 3 | "A VoicemAil"    | Arthur Anderson | Kyle Bown & Kim Turrisi | 11 Settembre 2012 |
| Come Mrs. Reynolds ascolta il suo messaggio vocale apprendiamo che lei e Garrett stanno pianificando di lasciare Rosewood e 'A' lascia un inquietante messaggio vocale. Starring: Yani Gellman (Garrett Reynolds), Jennifer Cain (Messaggio vocale) |                  |                 |                         |                   |
| 4 | "I'm A Free MAn" | Arthur Anderson | Kyle Bown & Kim Turrisi | 18 Settembre 2012 |
| Mentre è all'Halloween Spectacular Store, Noel inizia a flirtare con Shana. Noel e Garrett discutono faccia a faccia su Jenna e su come lei ha scelto Noel. Nel frattempo, Shana sente la loro conversazione e chiama qualcuno. Mentre Noel e Garrett stanno litigando, una donna misteriosa con indosso un costume esce dal camerino e li sgrida. Dopo che Garrett se ne va, Shana chiama qualcuno e sospettosamente dice, "Non indovinerai mai cosa è appena successo qui". Starring: Brant Daugherty (Noel Kahn), Yani Gellman (Garrett Reynolds), Aeriel Miranda (Shana Fring)                                           |                  |                 |                         |                   |
| 5 | "TrAde off"      | Arthur Anderson | Kyle Bown & Kim Turrisi | 25 Settembre 2012 |
| Lucas entra nell'Halloween Spectacular Store dove incontra Shana che sta leggendo uno dei suoi libri comici preferiti. Più tardi, Lucas riceve una misteriosa chiamata. Subito dopo aver agganciato, una misteriosa persona con un costume arriva dietro di lui e sussurra qualcosa al suo orecchio prima di andare nel camerino. Lucas segue la persona all'interno del camerino dove gli viene dato un pezzo di carta. Dopo averlo letto, da alla persona col costume una busta. Shana vede questo e dice a se stessa "Mai un momento di noia". Starring: Brendan Robinson (Lucas Gottesman), Aeriel Miranda (Shana Fring) |                  |                 |                         |                   |
| 6 | "AssociAtion"    | Arthur Anderson | Kyle Bown & Kim Turrisi | 2 Ottobre 2012    |
| Shana guarda il suo telefono e come lo fa vediamo tantissimi messaggi da un utente bloccato. L'utente chiama Shana lasciando intendere che lei è associata a qualcuno. Una delle chiamate ricevute dall'utente proveniva da New York. Starring: Aeriel Miranda (Shana Fring) |                  |                 |                         |                   |
| 7 | "CAll Security"  | Arthur Anderson | Kyle Bown & Kim Turrisi | 9 Ottobre 2012    |
| "A" copia alcuni dei video di sicurezza dell'Halloween store su una chiavetta USB e li guarda. La figura incapucciata mette in pausa il video quando qualcuno con un cappotto rosso viene mostrato mentre cammina. Poi A elimina tutti i video dal computer. Starring: Aeriel Miranda (Shana Fring), Jackson McQueen (La sicurezza) |                  |                 |                         |                   |
| 8 | "The 'A' TrAin"  | Arthur Anderson | Kyle Bown & Kim Turrisi | 16 Ottobre 2012   |
| "A" sta studiando la mappa per il Ghost Train Party. Starring: "A" |                  |                 |                         |                   |